# Władimir Masłow
Władimir Pietrowicz Masłow (ros. Владимир Петрович Маслов, ur. 14 kwietnia 1925 we wsi Durasowo w Baszkirskiej ASRR, zm. 28 września 1988 w Moskwie) – radziecki admirał.

## Życiorys
Od 1942 żołnierz Armii Czerwonej/Armii Radzieckiej, uczestnik II wojny światowej, od 1945 na stanowiskach dowódczych i sztabowych w Marynarce Wojennej ZSRR. Od 1945 w WKP(b), 1950 ukończył Wyższą Szkołę Marynarki Wojennej, a 1966 Wojskową Akademię Sztabu Generalnego, od 11 września 1974 do 31 sierpnia 1979 był dowódcą Floty Oceanu Spokojnego (przedtem, od września 1968 do 1974, był zastępcą jej dowódcy), 1975 mianowany admirałem. W 1985 zwolniony ze służby wojskowej z powodu choroby. Od 5 marca 1976 zastępca członka KC KPZR. Pochowany na Cmentarzu Kuncewskim w Moskwie.

## Odznaczenia
- Order Lenina
- Order Rewolucji Październikowej
- Order Wojny Ojczyźnianej I klasy
- Order Czerwonej Gwiazdy
- Order „Za służbę Ojczyźnie w Siłach Zbrojnych ZSRR” III klasy
- Medal „Za wyzwolenie Warszawy”